# Будка Железной Дороги 21-й км
Будка Железной Дороги 21-й км — деревня в Дорогобужском районе Смоленской области России. Входит в состав Фрунзенского сельского поселения.
Население — 4 жителя (2007 год).
Расположена в центральной части области в 1,5 км к северу от Дорогобужа, в 0,1 км западнее автодороги Р137 Сафоново — Рославль. В 18 км севернее от деревни находится железнодорожная станция Сафоново на линии Москва — Минск.

## История
В годы Великой Отечественной войны деревня была оккупирована гитлеровскими войсками в октябре 1941 года, освобождена в сентябре 1943 года.